# ۱۰۰ فیلم برتر تایم برای تمام دوران
۱۰۰ فیلم برتر تایم برای تمام دوران (انگلیسی: Time's All-Time 100 Movies) فهرستی است که توسط مجله تایم از ۱۰۰ فیلم بزرگ تهیه شده‌است که بین ۳ مارس ۱۹۲۳ - زمانی که اولین شماره تایم منتشر شد - و اوایل سال ۲۰۰۵، زمانی که فهرست منتشر شد، اکران شده‌اند. این فهرست که توسط منتقدان ریچارد شیکل و ریچارد کورلیس گردآوری شده‌است، توجه قابل توجهی را به خود جلب کرد و تنها در هفته اول ۷٫۸ میلیون بازدید دریافت کرد.